# Coachuddannelse
Coachuddannelse er en samlet betegnelse for kurser og uddannelsesforløb, hvor man kan tilegne sig coachens egenskaber og kompetencer. Der findes i dag kun 5 virksomheder i Danmark, der kan tilbyde en egentlig international coachcertificering indenfor de store internationalt anerkendte coachcertificeringer ICC og ICF.
Certified Master Coach uddannelsen, C.M.C. v/Graduate School of Master Coaches (Behavioral Coaching Institute)giver direkte adgang til fuldt medlemskab af ICC – The International Coaching Council.
| Job | Spire Denne artikel om et job eller en stillingsbetegnelse er en spire som bør udbygges. Du er velkommen til at hjælpe Wikipedia ved at udvide den. |